# منتجع كالاني أوشنسايد
منتجع كالاني أوشنسايد، المعروف أيضًا باسم كالاني هونوا أو كالاني، هو منتجع غير ربحي يقع على جزيرة هاواي الكبرى، أُسس عام 1975 وركز على العيش الطبيعي والشمولي واليوغا والاسترخاء والرياضات الروحية. وقد أداره عبر الزمن مجموعات من الرؤساء والمديرين والمنسقين والمتطوعين من أنحاء العالم.
انطلق كالاني في عام 2019 مع لجنة جديدة من المديرين، ومع مجموعة محلية كبيرة من العاملين بدلًا من المتطوعين.

## نظرة عامة
إن منتجع كالاني الذي أسسه ريتشارد كوب وإرنست مورغان عام 1975 هو مركز غير ربحي يحتل مساحة 120 فدانًا في مقاطعة بونا في جزيرة هاواي. رسالة المنتجع هي «توفير قرية ممتعة وآمنة وتثقيفية تشجع حب الحياة لكل شخص بأعمق الطرق من خلال مشاركة الطبيعة الغنية والثقافة والتجارب الصحية». بتركيز كالاني على الطبيعة والثقافة والصحة، يستضيف ورشات عمل محلية متنوعة، وأعمالًا فنية لداعمي المجتمع وبرامج وأحداثًا خاصة، ويوفر الإقامة والطعام للضيوف، ويوفر برامج تثقيفية للفنانين المتطوعين القادمين من الخارج أو القادمين بعطلة أو الزائرين، ويضم مجتمعًا مستدامًا من القاطنين في قرية صديقة للبيئة.

## التاريخ
اشترى الراقص المحترف ريتشارد كوب وإرنست مورغان في عام 1975 العقار ذا المساحة البالغة 19 فدانًا، وأطلقوا عليها كالاني هونوا ومعناها «تآلف السماء والأرض»، أسسوا القرية بناءً على تصورهم المثالي ببناء مجتمع يحتفي «بالفن والطبيعة والصحة والروح».
كان كيلاني في السنوات الأولى استثمارًا عائليًا صغيرًا، وقد بذلت جهود يقظة لضم سكان هاواي الأصليين إلى المجتمع الآخذ بالنمو.
ركزت ورشات العمل والدروس على مواضيع كثقافة هاواي واليوغا والرقص والرسم والموسيقا والكتابة الابداعية، وازدادت ورشات العمل والدورات مع شهرة كالاني بأنها أصبحت منتجعًا يقصده الزوار. وقد طورت برامج تثقيفية ممتدة للفنانين المتطوعين والقادمين بإجازة والزائرين، وتطورت كالاني لتصبح أكبر وأقدم قرية منتجعية في هاواي.
ومع مرور الوقت توسعت رقعة كالاني لتصبح بمساحتها الحالية البالغة 120 فدانًا عن طريق  شراء الرقعة المجاورة كالاني كي (البحر السماوي) بمساحة 94 فدانًا، وكالاني ماوكا (الأراضي المرتفعة السماوية)  بمساحة 6 فدانات، وخصصت الأرض تحديدًا لبناء مجتمع زراعي مستدام.

## البرامج
تعمل كالاني بصفتها مؤسسة خيرية 501(c)(3) عبر شركة كالاني هاونا، مع التركيز على الطبيعة والثقافة والصحة.
تركز ورشات العمل التي تقدمها وحدات المنتجع السكنية على الفن وتنمية الإنسان والصحة الشاملة وثقافة هاواي وتضم اليوغا والرقص والتدريب الجسدي.
تمول كالاني برنامج جمعية بونا للفنون الذي يتألف من برامج يومية وعروض عامة (أكثر من 50 واحدًا أسبوعيًا، ومعظمها دون أي تكلفة على العامة أو تبرعية) كاليوغا والتأمل والتشي كونغ (ثقافة طاقة الحياة والرقص والعلاج البديل. يجذب «رقص الانتشاء» الأسبوعي أعدادًا كبيرة من المشاركين من المجتمعات المحيطة. تُفتح للعامة أحداث خاصة تتألف من المحاضرات وعروض الأداء والحلقات الدراسية والاحتفالات والرقص وغيرها من النشاطات، من بينها احتفال بونا الموسيقي، واحتفال بونا للطبخ، واحتفال الأنوار واحتفال يوغا هاواي.
تشرف كالاني على برنامج تثقيفي للقاطنين المتطوعين؛ مع أكثر من 100 متطوع في الموقع في نفس الوقت، ويُتوقع من المتطوعين المساهمة في المجتمع عن طريق العمل في المطبخ وتدبير المنازل والأراضي الزراعية والصيانة والمكتب الإداري، ويُشجّعون على المشاركة في الحياة اليومية للمجتمع، بالإضافة إلى ورشات العمل والدروس والبرامج الفنية. تُقدم برامج للفنانين الزائرين ومن هم في إجازة سنوية لتشجيع التنمية الذاتية والمحاولات الفنية بالإضافة إلى إغناء المجتمع.
توفر مدرسة هاواي للتدليك في كالاني تدريبًا جسديًا كاملًا أو جزئيًا، بالإضافة لبرنامج تدريب مهني وافقت عليه هيئة هاواي الرسمية للتدليك لإتمام متطلبات الدورة والتحضير لفحص الشهادة الرسمي.
تؤكد رسالة كالاني على قيم المجتمع والتنوع الثقافي وتنوع أنماط الحياة والعيش المستدام، وأما أفراد المجتمع فهم زوار دوليون ومحليون وأناس ينحدرون في الأصل من هاواي ونباتيون ونباتيون صرفون ومثليون ومستقيمون كبارًا وصغارًا.
وفي عام 2013 قدر الأثر الاقتصادي السنوي لكالاني بحدود 10 ملايين دولار. ومعظم من يُنفق في كالاني يبقى في الولاية، ويساهم بالاقتصاد المحلي لمقاطعة بونا، وهي المقاطعة الأفقر في هاواي. تذهب جميع إيرادات إقامات الضيوف إلى برامج وخدمات مجتمع كالاني، ووفقًا لمؤسس كالاني ريتشارد كوب، تشتري كالاني أكثر ما يمكن من إنتاج المزارعين المحليين، ويوجد العديد من المزارعين المتخصصين بالزراعة لتأمين حاجات كالاني.

## البنية والإدارة
تشمل منشآت كالاني مكان إقامة بسيط للضيوف ومنطقة طعام كبيرة اجتماعية (لاناي للطعام) وعددًا كبيرًا من الأبنية والغرف المخصصة لورشات العمل والدروس ومكان سكن للقاطنين وأماكن تخييم، ومركز ألبسة اختياري ومنطقة استجمام. وتضم الأراضي الحدائق والفضاء المفتوح ومناطق ترفيهية ومزروعات مستدامة ومناطق طبيعية.
يقدم قسم كالاني للصحة خدمات لياقة بدنية أرضية ومائية مثل لومي لومي التقليدية في هاواي والتدليك التايلاندي والواتسو.
يقدم كالاني وجبات طبيعية على شكل موائد في فناء مسقوف تُعرف في هاواي باسم لاناي، وتلعب دورًا رئيسيًا في المجتمع، بوصفها مكان تجمع حيث يمكن للشخص أن «يجرب الإيقاعات اليومية للتجمع واستذكار حياة القرية القديمة الغائبة». يوصف دليل أطباق كالاني بأنه «توليفة من أطباق المحيط الهادئ المحلية التايلاندية والهندية والإيطالية وغيرها».
بقي ريتشارد كوب مديرًا لكالاني لمدة 38 عامًا، وعُيّن لاستر جون باتيس الثالث كمدير تنفيذي لكالاني في نوفمبر 2012، وبعد فترة انتقالية تقاعد ريتشارد رسميًا في يوليو 2013، وبقي كعضو في لجنة الإدارة ومديرًا فخريًا، مساعدًا في تحقيق خطة كالاني للعام الثاني والثلاثين، وعين كالاني جويل تان مديرة تنفيذية جديدة في أبريل عام 2016.
يعمل كالاني بطاقم قليل مدفوع الأجر وعدد كبير من القوة العاملة من المتطوعين. وتركز البنية المؤسساتية على التثقيف حول العيش المستدام في كل الأقسام: البرامج والتراث الثقافي والطبخ/ المطبخ و«هو أوكيبا»/ التدبير المنزلي والصيانة وخدمات الطالب/ الكلية والصحة/ التدليك والإدارة.
إن كالاني موطن «لقرية بيئية» من القاطنين «المدبرين» الذين يعيشون في الموقع ويساهمون في المجتمع بطرق متنوعة، وبيوت الإقامة عبارة عن تجمعات من الأكواخ البيئية بشكل أساسي مع التركيز على العيش المستدام.

## البيئة
تقع كالاني على الطريق الأحمر (الطريق السريع 137 أو طريق كابوهو كالابانا)، وسُمي هكذا لأنه غطي بالرماد الأحمر من اندلاع بركان كابوهو عام 1960، ويمر الطريق عبر منحدرات وعرة تطل على المحيط عبر غابة استوائية وتدفقات لافا منذ وقت قريب، وعبر طرق مظللة بأشجار الكاماني والميلو والبانداس تشبه الأنفاق.
وتضم المناطق الطبيعية القريبة منتزه شاطئ اسحاق هيل، وهو قسم محمي من الشاطئ تشيع فيه السباحة وركوب الأمواج والزوارق، وأيضًا منطقة استجمام ولاية ماكينزي وهي منتزه يعمل وفق جدول مواعيد وتضم بساتين من أشجار الخشب الصلب وأنابيب من اللافا مفتوحة إلى المحيط وآكيبا، وهي امتداد مخفي من سطوح اللافا والبرك الصخرية والقنوات المدية والبرك الضحلة، وأيضًا شاطئ كيهينا، وهو شاطئ من الرمل الطبيعي الأسود، وبرك كابوهو المدية (ذات الاسم الرسمي برك واي اوباي المدية في منطقة حفظ الحياة البحرية)، ونظام بيئي من الشعب المرجانية المحمية، ومنتزه شاطئ أهالانوي وهو عبارة عن مساحة مائية يسخنها البركان، وقد دمرها الثوران البركاني في منطقة بونا الدنيا في عام 2018.

## مواقع التراث العالمي
سجل مكتب ولاية هاواي للأرض والمصادر الطبيعية ثلاثة مواقع تراث عالمي في كالاني وهي:
- موقع معبد هيو الحجري، الذي أعاد قادة الكاهونا الروحيون الأصليون تكريسه، وهو مخصص للونو وكانالوا، وهما آلهة الزراعة ووفرة المحيط والسلام والحفلات والازدهار.[13]
- موقع مدرسة هالاو التي عملت حتى عام 1900، وانتقلت من الممارسات التقليدية الأصلية لتشمل تأثيرات بعثات التبشير الغربية.
- أقسام طريق ألاكاي الساحلي، الذي كان في يوم ما جزءًا من الطريق البري الذي يربط بين أكثر من 600 مجتمع  في جزيرة مملكة هاواي بين القرنين الخامس عشر والثامن عشر.

## الجوائز
تلقت كالاني جوائز مؤسسة تريب أدفايزر:
- شهادة امتياز لأعوام 2012-2013-2014 من تريب أدفايزر
- الدرع البلاتيني للقادة الخضر لأعوام 2013-2014 من تريب أدفايزر

تلقى أعضاء مجتمع كالاني جوائز لمساهماتهم ونشاطاتهم المنوعة:
- أفضل لباس، استعراض برايد السنوي الأول، 6 يوليو 2016، استعراض برايد في جزيرة هاواي.[15]
- أفضل استخدام للمكونات العضوية، جوزيف شنايدر: سلطة البيض النباتي النيء، 2013، جائزة بوبو بالوزا في مهرجان بونا للطبخ.
- إشادة للالتزام العالي بالتغذية والتعليم، 2013، إشادة من المجلس التشريعي لولاية هاواي لمؤسس كالاني ريتشارد كوب «لاستمرار الامتياز» و«الإرث الباقي»، مجلس نواب ولاية هاواي السابع والعشرين.

## الإغلاق بسبب ثوران بركان 2018 وإعادة الافتتاح عام 2019
في مايو عام 2018، وبسبب ثوران بركان منطقة بونا الدنيا، أغلقت كالاني أعمالها وصرحت بأن «كالاني مغلقة الآن، لا نقبل طلبات التسجيل والتطوع الآن، إذ أدت نشاطات الزلازل الأخيرة في الجناح الجنوبي من كيلاويا والثوران البركاني في مناطق ليلاني إلى التأثير على جودة الهواء». وصرحت في إعلانات لاحقة أخرى في يونيو 2018 بأن كل الأعمال معلقة إلى أجل غير معروف.

وفي بداية عام 2019 عُرضت كالاني للبيع من قبل مالكيها، إذ أعلن ريتشارد كوب على موقعه الإلكتروني أن:
كالاني هانوا ذات موقع طبيعي جميل ومركز استجمام مخدم بالكامل على شاطئ بونا في هاواي، الجزيرة الكبيرة. والآن، فإن مالكي الأسهم فيها وإدارتها غير الربحية يرغبون في بيع الشركة والموقع الذي توجد فيه (فالشركة العائلية التي تملك معظم أسهمها في العقار والبنى هي في مرحلة زمنية يسعى فيها الغالبية لبيع استثماراتهم والمضي قدمًا)، ولأكثر من أربعين عامًا، قدمت كالاني هونوا؛ «تآلف السماء والأرض» العديد من البرامج التعليمية والأطعمة وأماكن الإقامة ورحبت بآلاف المشاركين من أنحاء العالم وأعطت تقديرًا متكاملًا للطبيعة والثقافة والصحة والعيش المستدام، ومنذ تأسيسها عام 1975 حتى عام 2013 كان عملها ينمو بنسبة 20% سنويًا، لكن التحديات، كتقلبات السوق والمنافسة وزيادة عدد الطاقم والتعويضات بالإضافة للعاصفة الاستوائية القوية وتدفقات اللافا الأخيرة في المنطقة، أوقفت استدامة النمو. ورغم هذا، توجد خطة تجارية موضوعة لتعيد فاعلية كالاني الكاملة وربحيتها، وقد توقف تدفق اللافا الذي حدث في مايو عام 2018، وأصبحت المنطقة آمنة ويمكن الدخول إليها.
في 19 يوليو عام 2019، أعلنت المؤسسة إعادة ولادة كالاني مع لجنة إدارة جديدة. وقد صرح الإعلان بأن: «كالاني تنوي الانطلاق برؤية جديدة مدعومة بتمويل حشود المجتمع، لتبدأ بتوليد العائدات لتقوم بالتحسينات المطلوبة، وفي النهاية دعمها لتعافي واستعادة منطقة بونا الدنيا». وفي 23 يوليو 2019، انطلقت كالاني من جديد مع لجنة إدارة جديدة وموظفين محليين بدلًا من الطاقم المتطوع، وهي تعاود نشاطها بالتدريج.